# Cup Noodles
Cup Noodle (カップヌードル Kappu Nūdoru?)  es una marca de fideos instantáneos en vaso, creada en 1971 por Nissin Foods. 

## Historia
La empresa surgió con la creación de una firma subsidiaria de Nissin, destinada a la exportación de fideos instantáneos. Debido a que en Estados Unidos no estaban acostumbrados al empaquetado de los fideos deshidratados, el presidente de la firma, Momofuku Andō, apostó por su venta en un vaso de poliestireno. El producto sólo necesitaba agua hirviendo para su elaboración, no precisaba de otros útiles de cocina y resultaba más barato que un plato de fideos tradicional, como el udon o ramen. El primer sabor de los fideos fue de pollo, al igual que los primeros fideos instantáneos lanzados por la empresa en 1958.
El producto comenzó a venderse en 1971 bajo Cup Noodle, y dos años después se exportó a Estados Unidos como Cup O'Noodles (a partir de 1993, Cup Noodles). Las ventas del producto se dispararon con la rebaja de precio de los fideos instantáneos, y pronto Nissin comenzó a lanzar nuevos sabores de ternera, curry, marisco o picante. Además, se introdujeron alimentos deshidratados, como vegetales o patatas.
Tradicionalmente, el recipiente de Cup Noodle está hecho de poliestireno extruido. La anterior composición del vaso era de papel y plástico, pero Momofuku Andō cambió al poliestireno al ser más resistente al agua hirviendo.  Actualmente, Nissin está modificando la composición de sus recipientes, después de que se reportaran algunos casos de intoxicación por glutamato monosódico.
Cup Noodle es la mayor fuente de ingresos de Nissin Foods, que mantiene una cuota de mercado superior al 47% en fideos instantáneos en vaso, y un total del 40% en fideos instantáneos. La marca fue la primera en fideos en vaso, aunque existen otras competidoras en Japón como Toyo Suisan, Maruchan y Sanyo Foods.